# 星野泰視
星野 泰視（ほしの やすし、1969年3月6日 - ）は、日本の漫画家。山形県上山市出身。『週刊少年マガジン』（講談社）『モーニング』（同）『月刊COMICリュウ』（徳間書店）『ビッグコミック増刊号』（小学館）『ビッグコミックスペリオール』（同）などの漫画雑誌にて作品を発表しており、また原作付きの作品が多い。読売ジャイアンツファン。浦沢直樹のアシスタント出身。
2000年、『哲也-雀聖と呼ばれた男』（原作：さいふうめい）で第24回講談社漫画賞少年部門を受賞。

## 人物
後述するように麻雀や将棋などを題材とした作品を手掛けているが、本人は全く麻雀も将棋もやったことがない。

## 作品リスト
週刊少年マガジン
- 哲也-雀聖と呼ばれた男（原作：さいふうめい、1997年33号 - 2005年2・3合併号、全41巻、文庫版全22巻）
  - 哲也 THE FINAL（ザ・ファイナル）（監修：さいふうめい・『週刊少年マガジン』編集部との共著、2005年2月17日初版発行）
- 賭博師 梟（原作：さいふうめい、2003年21・22合併号 - 同年29号、単巻）
- 少年無宿シンクロウ（原作：さいふうめい、2006年1号 - 2007年1号、全6巻）
- CYBORG 009（原作：石ノ森章太郎、2008年24号） ※読切
- 弑逆契約者ファウスツ（2008年46号 - 2009年27号、全4巻）

モーニング
- 風と雷（脚本：市川海老蔵、原作：樹林伸、2009年35号 - 同年48号、全1巻） ※不定期連載
- デラシネマ（2011年1号 - 2012年37・38合併号、全8巻）

月刊COMICリュウ
- メイザース-ソロモンの魔術師と明治の文豪-（2014年6月号 - 連載中）

ビッグコミック増刊号
- 白魔殿の医師（原作：よこみぞ邦彦、2014年3月号 - 2017年8月号、全3巻）

ビッグコミックスペリオール
- 江川と西本（原作：森高夕次、2014年22号 - 2019年12号）

ビッグコミックオリジナル
- 名探偵・英玖保嘉門の推理手帖（原作：アガサ・クリスティー）
  - ABC殺人事件（2014年24号 - 2016年10号、全4巻）
  - 蒼ざめた馬（2017年1号 - 17号、全2巻）
- 公事師の弁（原作：田島隆、2025年9号[2] - 連載中）

コミック乱ツインズ
- 宗桂〜飛翔の譜〜（将棋監修：渡辺明、2018年9月号 - 2020年1月号）

ヤングチャンピオン
- 日本を創った男 〜渋沢栄一 青き日々〜（2020年14号 - 2023年14号、全38話、全7巻）
- 戦国怪獣記ライゴラ（原作：志名坂高次、2024年6号 - 、既刊2巻）

近代麻雀
- 東天紅物語 麻雀プロとその時代（原作：馬場裕一、2022年10月号 - ）

### アンソロジー
- 東日本ふるさと物語（2011年、徳間書店）